# Colégio Estadual Thales de Azevedo
O Colégio Estadual Thales de Azevedo é uma escola de ensino médio localizada no bairro da Costa Azul, uma área de classe média de Salvador, capital do estado brasileira da Bahia. Esse estabelecimento de ensino é considerado como um dos "colégios modelo" da rede estadual de ensino na Bahia, destacando-se por apresentar um dos melhores desempenhos entre as instituições estaduais civis de ensino médio em índices de avaliação educacional como o Índice de Desenvolvimento da Educação Básica (IDEB) e o Exame Nacional do Ensino Médio (ENEM).
O colégio é um estabelecimento de ensino classificado como de porte especial desde 2001, tendo mais de mil alunos matriculados.

## História
Esta unidade escolar de ensino público estadual foi criada para servir como um colégio modelo pelo Governo do Estado da Bahia em 30 de março de 1997, tendo sido construída em uma área situada na rua Adelaide Fernandes da Costa, ao lado do Parque Costa Azul, um parque urbano situado na orla de Salvador.
Em 2021, uma professora de filosofia do Colégio Estadual ao ministrar uma aula sobre Iluminismo veio a ser intimada pela Delegacia Especializada de Repressão aos Crimes Contra a Criança e o Adolescente (Dercca) de Salvador pela acusação de ser esquerdista e fazer uma suposta doutrinação feminista. Sobre esse episódio, o colégio emitiu uma nota de posicionamento em que caracteriza a ação policial como um atentado à liberdade de cátedra em que houve "censura o seu exercício laboral, afronta a todo o corpo docente e gestão no sentido de interferir na autonomia da instituição em colocar em prática seu projeto de formação humana, crítica, livre, socialmente ativa e responsável".
Em 19 de novembro de 2021, um grupo de estudantes fez um protesto na frente do colégio em apoio à professora, rejeitando a censura aos professores e criticando a ação policial contra a profissional de ensino. Ainda sobre a controvérsia, a Secretaria Estadual de Educação se manifestou favoravelmente à professora, informando que prestaria toda a assistência jurídica à professora, além do acompanhamento da oitiva policial e, ainda, a disponibilização de uma equipe de psicólogos para assistência à professora afetada pelo ação policial e à comunidade escolar de modo geral.

## Ensino
Além do ensino regular, em que a escola se destaca entre as instituições educacionais semelhantes, como no Enem de 2019, quando ficou em quarto lugar entre as instituições estaduais em geral e em primeiro lugar entre os colégios estaduais que não são colégios da Polícia Militar baiana (CPM), o ensino da escola se baseia em iniciativas pioneiras de educação por meio das artes, especialmente a dança e teatro, projetos desenvolvidos com universidades e grupos artísticos.
O Colégio Estadual Thales de Azevedo possui parcerias com universidades por meio de programas de extensão universitária, como o programa ACCS (Ação Curricular em Comunidade e em Sociedade) desenvolvido pela Universidade Federal da Bahia (UFBA) em que o Colégio Thales de Azevedo desenvolve uma parceria acadêmica com essa Universidade Federal por meio da "ACCS Educação em Rede" (EDCD94) criada com o intuito de fortalecer a relação entre a Faculdade de Educação da UFBA e as escolas da educação básica, com o objetivo de melhorar as condições do ensino e de aprendizagem dos estudantes universitários em um ambiente real de sala de aula de produção de saberes, e, ao mesmo tempo, contribuir para a melhoria da educação em escolas públicas ao compartilhar as inovações pedagógicas adquiridas no ambiente universitário.
Pelos resultados do ENEM de 2019, o colégio ficou entre os melhores estabelecimentos estaduais de ensino situados no município de Salvador, mais precisamente na quarta colocação, depois de três colégios da Polícia Militar (Unidade II CPM Lobato, Unidade I CPM Dendezeiros e CPM João Florêncio Gomes). O desempenho médio naquele ano foi de 520,02, o que rendeu a 63.ª posição dentre todas as escolas de Salvador.